# Boutros Ghali
Boutros Ghali Pasha, född 1847, död 1910, Egyptens regeringschef, 12 november 1908–21 februari 1910. Han anklagades för att favorisera Storbritannien under Denshawai-incidenten och den 20 februari 1910 mördades han av Ibrahim Nassif al-Wardani, en ung medicinstuderande som just hemkommit från England.